# オーバー・ザ・ウェイブ
『オーバー・ザ・ウェイブ』(Over the Waves)は、東京ディズニーシーのドックサイドステージで開催されていたミュージカルショー。

## 概要
S.S.コロンビア号就航5周年を記念して始まった新たな船旅。ミッキーらがクルーを務める「ドリーム・クルーズ」で多くの客を招くが、そこにイタリアの母の元を目指す兄妹トニオとマリアが密航し、そこで起きる様々な騒動の様子を描くミュージカルショー。2006年7月14日から2010年9月8日まで公演が行われていた。2007年6月1日から、物語の内容が一部変更される。公演開始30分前より交響詩「海」の全編が前奏曲として使用されていた。
ガイドツアー「ディズニー・アカデミー」に参加すると3階デッキからショーのエキストラとして参加できた。
- 公演場所：アメリカンウォーターフロント、ドックサイドステージ
- 公演時間：約30分
- 公演回数：1日3〜5回

## 登場キャラクター
キャラクター
- ミッキーマウス … クルーズ・ディレクター[3][4]
- ミニーマウス … ロマンス・ディレクター
- ドナルドダック … アクティビティー・ディレクター
- デイジーダック … ファッション・ディレクター
- グーフィー … ディスカバリー・ディレクター
- プルート … フード・ディレクター
- チップとデール … パーティー・ディレクター

アクター
- トニオ
- マリア

ダンサー
- マダム・カルティエ
- シニョーレ・フルッチョ
- スミス夫妻 （声:川久保潔 麻生美代子）
- ニック
- ジェシカ
- アーノルド
- キャロライン
- スー
- ティム
- S.S.コロンビアのクルーたち

## CD
このショーの音源を収録したアルバムが『東京ディズニーシー オーバー・ザ・ウェイブ』として発売された。

### 解説
- このCDには、ショーで流されている音源がほぼ全て収録されている。ただし、ショー終了後流される"Sea of Dreams"については収録されていない。
- ショーに登場する人物の一部は生声で演じているが、このCDにはその音声も収録されている。

### 収録楽曲
1. オーバー・ザ・ウェイブ
  - シー・オブ・ドリームス Sea Of Dreams
  - 乗客のテーマ Passenger's Theme
  - ラジオ体操伴奏曲 Radio Taiso
  - 海の彼方に Beyond The Sea
  - 兄妹のテーマ Brother's Theme
  - ゴナ・フライ・ナウ（ロッキーのテーマ） Gonna fly now (Theme From Rocky)
  - マニアック Maniac
  - ヴォーグ Vogue
  - エクスプレス・ユアセルフ Express Yourself
  - シャル・ウィ・ダンス? Shall We Dance
  - 踊り明かそう I Could have Danced All Night
  - ダンス・トゥ・ザ・ミュージック Dance To The Music
  - エブリバディ・ダンス・ナウ Everybody Dance Now
  - ダンス・ウィズ・ミー Dance With Me
  - ユール・ビー・マイン You'll Be Mine (Party Time)
  - 天国と地獄 Orpheus In The Underworld
  - 白鳥の湖 Swan Lake
  - 春の歌 Spring Song